# Orion-klass
För andra betydelser, se Orion (olika betydelser).
Orion-klassens slagskepp var en grupp av fyra dreadnought-slagsskepp som byggdes för Royal Navy i början av 1910-talet. De var de första slagskeppen med 34,3 cm kanoner som byggdes i Storbritannien och var mycket större än de föregående brittiska dreadnoughts och kallades ibland "superdreadnoughts". Skeppen tillbringade större delen av sin tjänstgöringstid tilldelade den 2:a stridsskvadronen i Home Fleet och Grand Fleet, och fungerade ibland som flaggskepp. Förutom att delta i det misslyckade försöket att skära av de tyska örlogsfartyg som hade bombat Scarborough, Hartlepool och Whitby i slutet av 1914, Skagerrakslaget i maj 1916 och i den resultatlösa aktionen 19 augusti, bestod deras tjänstgöring under första världskriget i allmänhet av rutinpatrullering och träning i Nordsjön.
Orion-slagskeppen ansågs vara föråldrade vid krigsslutet 1918 och placerades i malpåse året därpå. Orion och Conqueror såldes för skrotning 1922 medan Monarch skrotades för att användas som stationärt träningsfartyg. I slutet av 1923 omvandlades hon till ett målfartyg och sänktes i början av 1925. Thunderer tjänstgjorde längst och fungerade som utbildningsfartyg från 1921 tills även hon såldes för skrotning i slutet av 1926. När fartyget bogserades till skroten gick det på grund, Thunderer bärgades senare och bröts därefter upp.

## Bakgrund och design
Det ursprungliga marinprogrammet för 1909-1910 omfattade två dreadnoughts och en slagkryssare, men utökades senare till sex dreadnoughts och två slagkryssare som ett resultat av allmänhetens påtryckningar på regeringen på grund av den engelsk-tyska kapprustningen. Det ursprungliga paret slagskepp blev Colossus-klassen och var förbättrade versioner av det föregående slagskeppet HMS Neptune. En tredje dreadnought lades till i programmet omkring april 1909 som skulle beväpnas med kraftigare 34,3 cm vapen än de 30,5 cm kanoner som användes i de tidigare slagskeppen. Ytterligare tre fartyg av denna klass samt ytterligare en slagkryssare ingick i det beredskapsprogram som godkändes i augusti.
Till skillnad från alla tidigare dreadnoughts, som hade varit stegvisa förbättringar av den ursprungliga HMS Dreadnought-designen från 1906, som begränsades av kostnads- och storleksbegränsningar, var Orion-klassen nästan en "renodlad" design som drevs av behovet av att få plats med större kanoner och ytterligare pansar. Kanonerna placerades i par på skrovets mittlinje, ett arrangemang som först användes i HMS Neptune för de akterliga huvudtornen. Idén hade introducerats av USA:s flotta i deras South Carolina-klass, men Royal Navy var långsam med att anta konceptet, eftersom man var orolig för att chockvågorna skulle försämra siktesmöjligheterna för de nedre kanontornen.

## Beskrivning

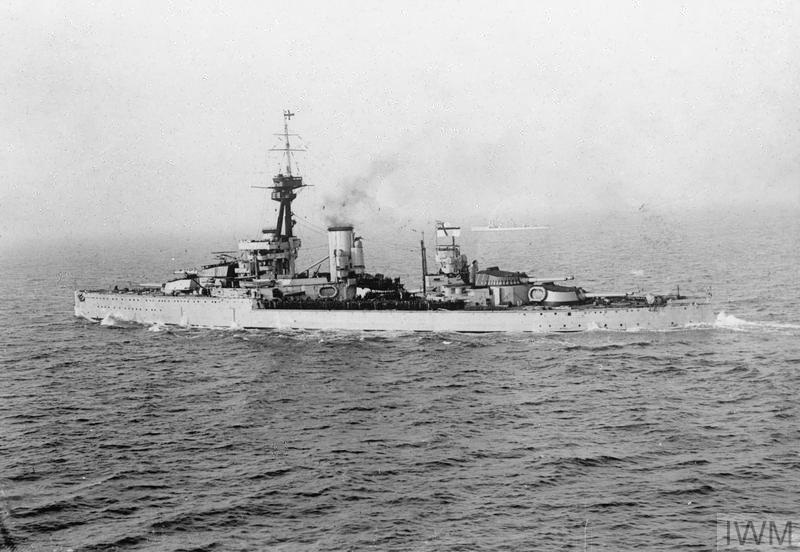
Flygfoto av ett Orion-klass slagskepp taget 1915.

Fartygen i Orion-klassen hade en total längd på 177,1 meter, en bredd på 27 meter och ett djupgående på 9,5 meter. De hade en deplacement på 22 274 ton vid normal last och 26 007 ton vid fullast. Besättningen bestod av 738 personer vid färdigställandet och 1 107 år 1917.
Fartygen behöll maskinrumsindelningen från Colossus-klassen. De drevs av två uppsättningar direktdrivna Parsonturbiner. De yttre propelleraxlarna var kopplade till högtrycksturbinerna i de yttre maskinrummen och dessa utblåstes till lågtrycksturbinerna i det mellersta maskinrummet som drev de inre axlarna. Turbinerna använde ånga från 18 vattenrörspannor. De var dimensionerade till 27 000 axelhästkrafter (20 000 kW) och var avsedda att ge slagskeppen en maximal hastighet på 21 knop (39 km/h). Under sina sjötester överträffade Orion-fartygen den hastighet och de hästkrafter som de var konstruerade för. De rymde högst 3 353 ton kol och ytterligare 813 ton brännolja som sprutades på kolet för att öka dess förbränningshastighet. Detta gav dem en räckvidd på 6 730 nautiska mil (12 460 km) vid en marschfart på 10 knop (19 km/h).

### Bestyckning
Orion-klassen var den första att bära den nya 13,5-tums (34,3 cm) Mark V-kanonen med slutstycke (BL). Denna kanon utvecklades eftersom flottan ansåg att den tidigare 12-tums (30,5 cm) Mark XI-kanonen inte kunde vidareutvecklas och att det behövdes en ny kanon med större kaliber för att klara av de längre avstånd som striderna förväntades äga rum på och behovet av större penetrationsförmåga. Mark V-kanonen hade en utgångshastighet som var cirka 91 m/s lägre än Mark XI-kanonen, vilket avsevärt minskade slitaget på eldröret. Trots den minskade hastigheten var kanonens räckvidd cirka 2 286 meter större eftersom den mycket tyngre 34,3 cm granaten behöll sin hastighet längre än den lättare och mindre 30,5 cm granaten.

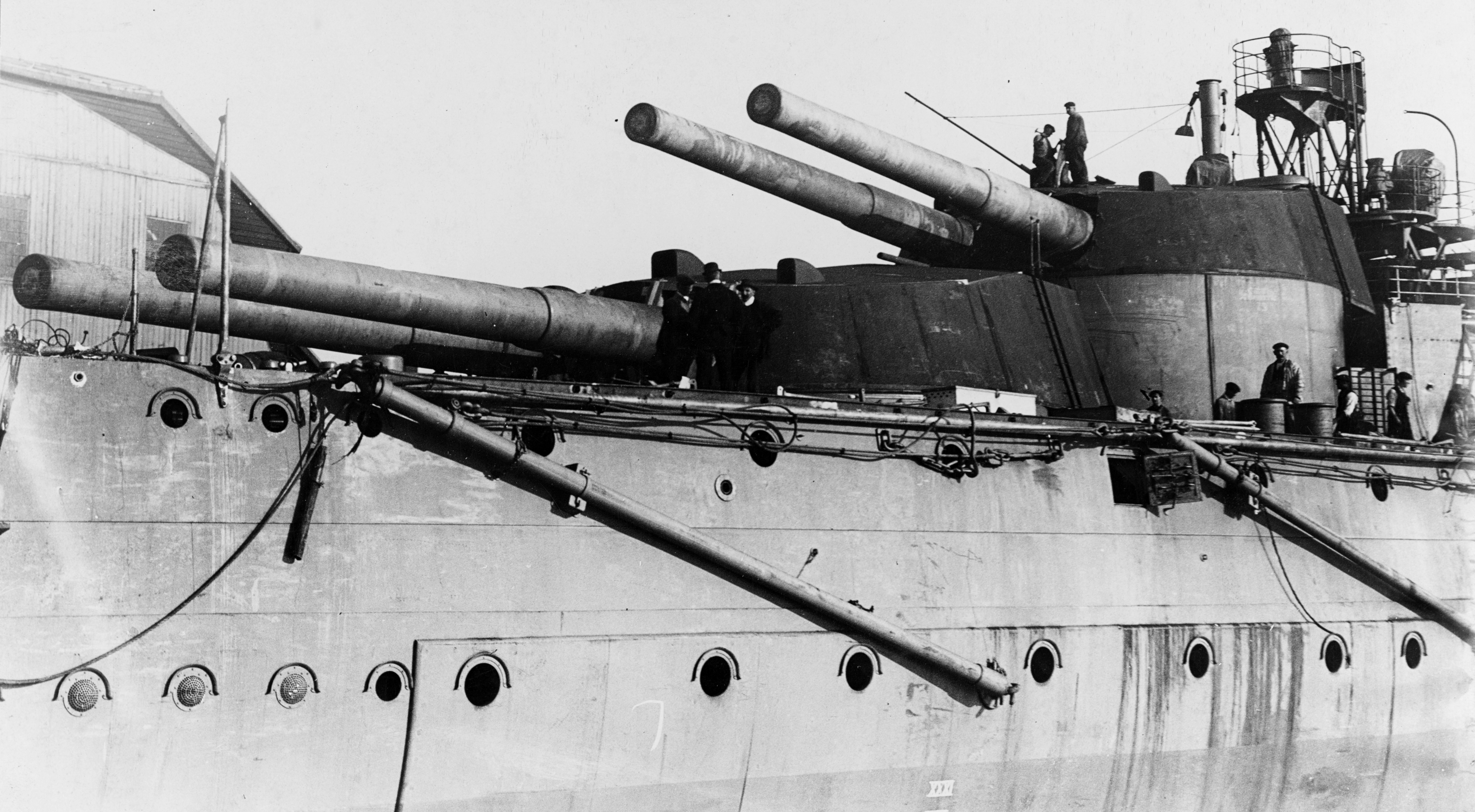
Bakre kanontorn färdigställs ombord Orion 1911.

Orion-klassen var utrustad med tio 45-kaliber Mark V-kanoner i fem hydrauliskt drivna, mittgående, dubbla kanontorn med beteckningarna "A", "B", "Q", "X" och "Y" framifrån och bakåt. Kanonerna hade en maximal elevering på +20° vilket gav dem en räckvidd på 21 781 meter. De avfyrade projektiler på 567 kg, cirka 180 kg mer än projektilerna i 30,5 cm Mark XI, med en utgångshastighet på 760 m/s och två skott per minut. Fartygen medförde 80-100 granater per kanon.
Deras sekundärbeväpning bestod av sexton 10,2 cm Mark VII-kanoner av kaliber 50 BL. Fyra av dessa kanoner fanns i exponerade fästen på skyddsdäcket och de återstående kanonerna var inneslutna i oskärmade enkelfästen i överbyggnaden. Kanonerna hade en maximal höjd på +15° vilket gav dem en räckvidd på 10 424 meter. De avfyrade projektiler på 14,1 kg med en utgångshastighet på 860 m/s. De fick 150 skott per kanon. Fyra 3-pundiga salutkanoner fanns också med. Fartygen var utrustade med tre 53 cm nedsänkta torpedtuber, en på varje bredsida och en i aktern, för vilka 20 torpeder medfördes.

### Modifikationer
Conqueror fick en liten avståndsmätare på taket på B-tornet 1914; de andra fartygen kan också ha fått en sådan installerad. Samma år fick systerskeppen kanoner på skyddande däck inkapslade i kasematter. I oktober 1914 installerades ett par QF 3-tums (7,6 cm) luftvärnskanoner på varje fartyg. Ytterligare däckspansar lades till efter Skagerrakslaget i maj 1916. Ungefär samtidigt togs tre eller fyra 4-tums kanoner bort från den bakre överbyggnaden. I april 1917 hade fartygen bytt ut en 4-tums kanon mot en av 3-tums kanonerna. En eller två flygdäck monterades ombord på varje fartyg under 1917-1918; dessa monterades på torntaken och ut på kanonrören. Orion hade dem på B- och Q-tornen, Conqueror och Thunderer på B- och X-tornen och Monarch hade en på B-tornet. En avståndsmätare med hög vinkel monterades i den främre överbyggnaden 1921. Thunderer fick sin sekundära beväpning reducerad till åtta kanoner under sin ombyggnad till utbildningsfartyg i februari-maj 1921.

## Skepp
| Skepp     | Varv                         | Påbörjad         | Sjösatt         | Levererad       | Kostnad enligt; | Kostnad enligt; |
| Skepp     | Varv                         | Påbörjad         | Sjösatt         | Levererad       | Burt            | Parkes          |
| --------- | ---------------------------- | ---------------- | --------------- | --------------- | --------------- | --------------- |
| Orion     | HM Dockyard, Portsmouth      | 29 november 1909 | 20 augusti 1910 | 2 januari 1912  | £1855917        | £1918773        |
| Monarch   | Armstrong Whitworth, Elswick | 1 april 1910     | 30 mars 1911    | 27 april 1912   | £1888736        | £1886912        |
| Conqueror | William Beardmore, Dalmuir   | 5 april 1910     | 1 maj 1911      | 1 december 1912 | £1891164        | £1860648        |
| Thunderer | Thames Ironworks, London     | 13 april 1910    | 1 februari 1911 | 15 juni 1912    | £1892823        | £1885145        |

## Tjänstgöring

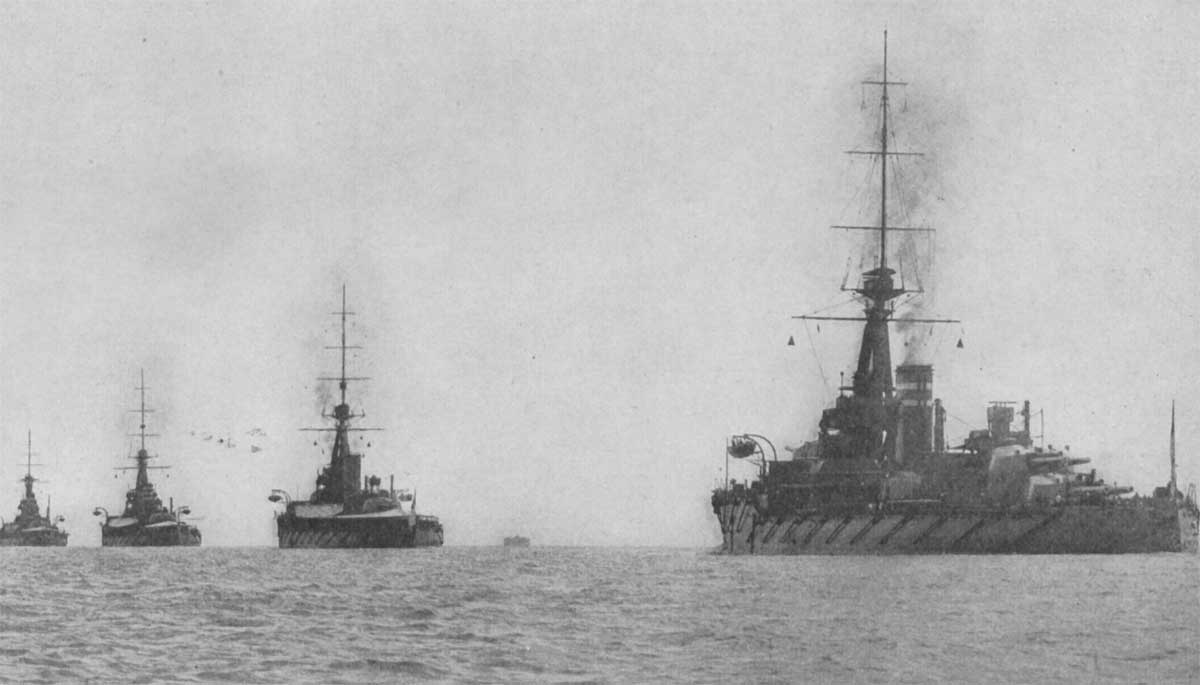
Från vänster till höger, King George V, Thunderer, Monarch och Conqueror på väg genom Solentsundet.

När fartygen togs i bruk placerades alla fyra systerskeppen i Home Fleets 2:a division eller, som den ombildades den 1 maj 1912, i 2:a stridsskvadronen (BS). Orion blev flaggskepp för divisionens andra befälhavare och behöll den positionen fram till mars 1919. Monarch, Thunderer och Orion deltog i flottrevyn den 9 juli i Spithead. Därefter deltog de i övningsmanövrer med viceamiral prins Ludvig av Battenberg som befälhavare för "Blue Fleet" ombord på Thunderer. De tre fartygen var närvarande tillsammans med 2nd BS för att ta emot Frankrikes president Raymond Poincaré i Spithead den 24 juni 1913. Under de årliga manövrerna i augusti var Thunderer flaggskepp för viceamiral Sir John Jellicoe, befälhavare för den "röda flottan".
Mellan den 17 och 20 juli 1914 deltog Orion-slagskeppen i en testmobilisering och en översyn av flottan som en del av det brittiska svaret på julikrisen. Därefter beordrades de att tillsammans med resten av hemmaflottan fortsätta till Scapa Flow för att skydda flottan från en eventuell överraskningsattack från den kejserliga tyska flottan. Efter den brittiska krigsförklaringen mot Tyskland den 4 augusti omorganiserades hemmaflottan till Grand Fleet och ställdes under amiral Jellicoes befäl. Enligt förkrigsdoktrinen var Grand Fleet:s roll att utkämpa ett avgörande slag mot den tyska högsjöflottan. Detta stora slag dröjde dock med att äga rum på grund av tyskarnas ovilja att sätta in sina slagskepp mot den överlägsna brittiska styrkan. Därför tillbringade Grand Fleet sin tid med att öva i Nordsjön, avbruten av enstaka uppdrag för att hindra tyska räder eller flottrörelser.

### Scarborough, Hartlepool, och Whitby
Room 40, signalspaningsorganisationen vid Amiralitetet, hade dekrypterat tysk radiotrafik som innehöll planer för en tysk attack mot Scarborough, Hartlepool och Whitby i mitten av december med hjälp av de fyra slagkryssarna i första spaningsgruppen ledd av Franz von Hipper. I radiomeddelandena nämndes inte att högsjöflottan med fjorton dreadnoughts och åtta pre-dreadnoughts skulle förstärka Hipper. Båda sidornas fartyg lämnade sina baser den 15 december, och britterna hade för avsikt att ligga i bakhåll för de tyska fartygen på deras återresa. Britterna samlade sex dreadnoughts från 2:a BS (Sir George Warrender), inklusive Orion och hennes systerfartyg Monarch och Conqueror samt första slagkryssare-skvadronen (Sir David Beatty).
Båda sidornas flankstyrkor råkade möta varandra under det tidiga morgonmörkret och hårda vädret den 16 december. Tyskarna fick övertaget i den inledande eldväxlingen och skadade flera brittiska jagare allvarligt, men amiral Friedrich von Ingenohl, befälhavare för högsjöflottan, beordrade sina fartyg att vända om, eftersom han var orolig för risken för en massiv attack från brittiska jagare i gryningen. Dåliga kommunikationer och misstag av britterna gjorde att Hipper kunde undvika en strid med slagkryssarna. Den 27 december råkade Conqueror ramma Monarch när Grand Fleet återvände till Scapa Flow i hårt väder och dålig sikt. Det sistnämnda fartyget behövde mindre än en månads reparationer, men Conqueror var inte redo för tjänstgöring förrän i mars 1915.

### Skagerrakslaget

Karta som visar brittiska och tyska flottrörelser 31 maj–1 juni 1916.

I ett försök att locka fram och förstöra en del av Grand Fleet lämnade högsjöflottan Jadebusen tidigt på morgonen den 31 maj 1916 för att stödja Hippers slagkryssare som skulle fungera som lockbete. Room 40 hade återigen avlyssnat och dekrypterat tysk radiotrafik som innehöll planer för operationen, så amiralitetet beordrade Grand Fleet att gå ut kvällen innan för att skära av och förstöra högsjöflottan.
När Jellicoes fartyg hade mött upp med 2:a BS, som kom från Cromarty i Skottland, på morgonen den 31 maj, organiserade han huvuddelen av Grand Fleet i parallella kolonner av divisioner med fyra dreadnoughts vardera. De två divisionerna av 2:a BS befann sig till vänster (österut), 4:a BS var i mitten och 1:a BS till höger. När Jellicoe beordrade Grand Fleet att gruppera sig till vänster och bilda en linje akterut i väntan på att möta högsjöflottan, placerade detta naturligtvis 2:a BS i spetsen för stridslinjen. I början av slaget sköt Conqueror och Thunderer mot den orörliga lätta kryssaren SMS Wiesbaden med okänt resultat. De två fartygen angrep även tyska dreadnoughts, men lyckades inte få några träffar. Monarch och Orion sköt däremot inte mot Wiesbaden, men sköt mot och träffade flera tyska dreadnoughts. Tillsammans träffade de slagskeppen SMS König och SMS Markgraf en gång vardera och skadade dem lätt, och slagkryssaren SMS Lützow fem gånger och skadade henne avsevärt. Orion-slagskeppen var inte särskilt hårt ansatta under slaget och ingen av dem avfyrade mer än 57 skott från sina huvudkanoner.

### Senare aktivitet

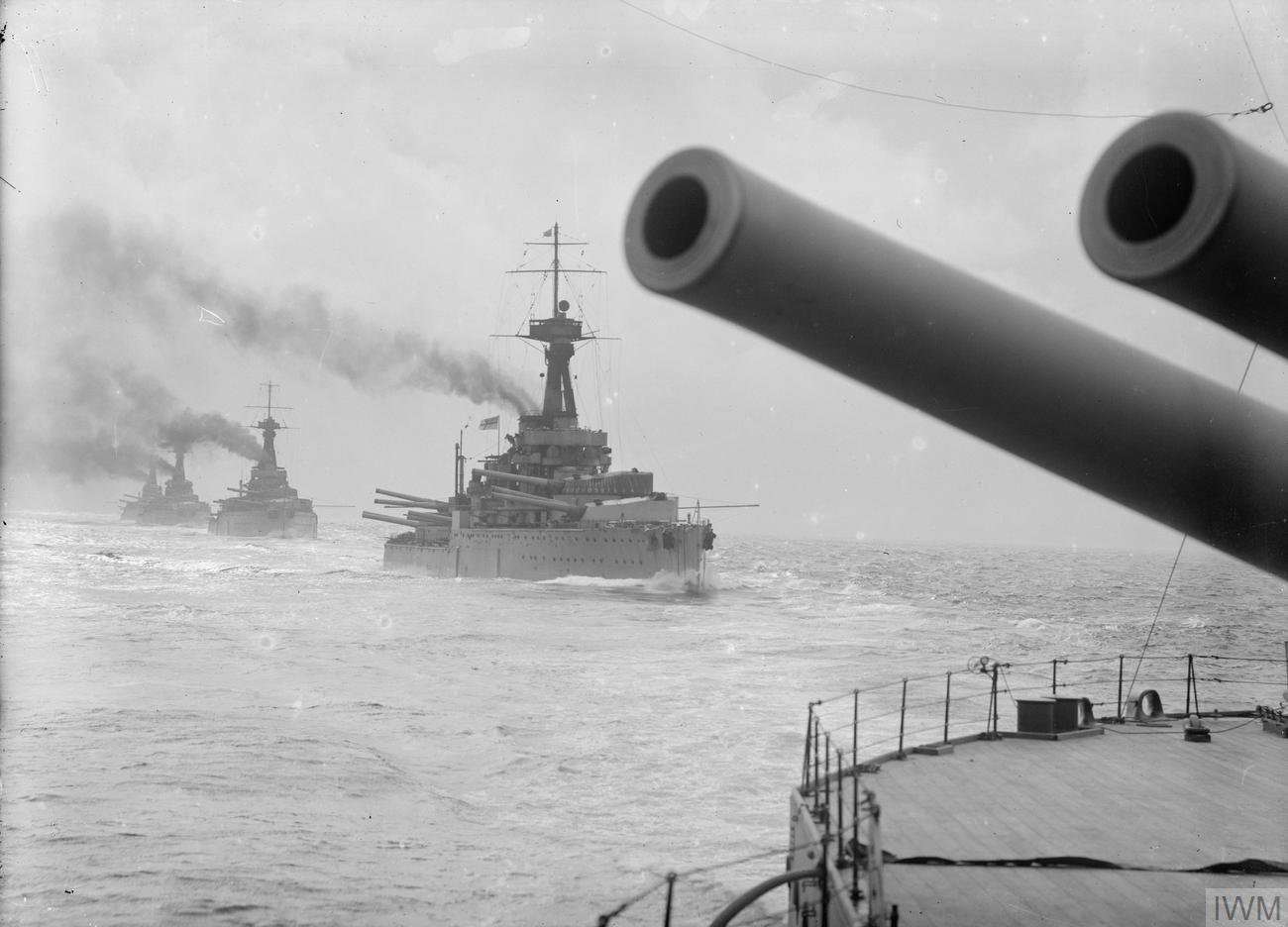
Alla Orion-slagskepp på linje.

Grand Fleet seglade ut den 18 augusti 1916 för att ligga i bakhåll för högsjöflottan när den rörde sig in i södra Nordsjön, men en rad missförstånd och misstag hindrade Jellicoe från att fånga upp den tyska flottan innan den återvände till hamnen. Två lätta kryssare sänktes av tyska ubåtar under operationen, vilket fick Jellicoe att besluta att inte riskera de större enheterna i flottan söder om 55° 30' nord på grund av förekomsten av tyska ubåtar och minor. Amiralitetet höll med och fastställde att Grand Fleet inte skulle gå ut i strid om inte den tyska flottan försökte invadera Storbritannien eller om det fanns en stor möjlighet att den skulle kunna tvingas till en strid under lämpliga förhållanden. Tillsammans med resten av Grand Fleet gick de ut på eftermiddagen den 23 april 1918 efter att radiosändningar visat att högsjöflottan var till sjöss efter ett misslyckat försök att avlyssna den ordinarie brittiska konvojen till Norge. Tyskarna låg för långt före britterna för att kunna fångas upp, och inga skott avlossades. Orion-slagskeppen var närvarande i Rosyth i Skottland när den tyska flottan kapitulerade där den 21 november.

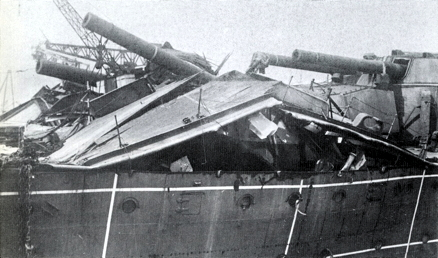
Monarchs främre kanontorn efter att skeppet använts som övningsmål.

De förblev en del av 2:a BS till februari 1919, men hade i maj överförts till 3:e BS av hemmaflottan och Orion blev eskaderns flaggskepp. I slutet av 1919 hade 3:e BS upplösts och slagskeppen överfördes till reservflottan i Portland, även om Monarch överfördes till Portsmouth i början av 1920. Monarch och Thunderer togs tillfälligt i bruk igen under sommaren 1920 för att transportera trupper till Medelhavet och tillbaka. Orion anslöt sig till Monarch i Portsmouth senare under året och blev reservflottans flaggskepp. Conqueror följde Orion till Portsmouth och avlöste henne som flaggskepp i mitten av 1921. Thunderer omvandlades till ett utbildningsfartyg för marinkadetter 1921 och Orion blev ett skytteutbildningsfartyg efter att ha avlösts. I enlighet med villkoren i Washington Naval Treaty såldes Orion och Conqueror för skrotning 1922 och bröts upp året därpå; Monarch var ursprungligen listad för försäljning, men skrotades istället. År 1923 omvandlades hon till ett målfartyg och användes för att testa effekterna av diverse bomber och granater, tills hon sänktes i början av 1925. Thunderer var det sista överlevande fartyget och såldes i slutet av 1926. På väg till skroten gick hon på grund vid inloppet till hamnen i Blyth, Northumberland, men hon bärgades och skrotades året därpå.